# Phyllachora marginalis
Phyllachora marginalis är en svampart som beskrevs av Pat. 1892. Phyllachora marginalis ingår i släktet Phyllachora och familjen Phyllachoraceae.   Inga underarter finns listade i Catalogue of Life.